# Alexander Trocchi
Alexander Whitelaw Robertson Trocchi (Glasgow, 30 de juliol de 1925 – Londres, 15 d'abril de 1984) va ser un novel·lista escocès relacionat amb el moviment underground primerament a França i més endavant el Regne Unit.

## Començaments de la seva trajectòria artística
Trocchi va néixer a Glasgow, de mare escocesa i pare italià. Va treballar com a mariner en el context dels combois marítims de Murmansk, a l'Àrtida, durant la Segona Guerra Mundial. Es graduà a la Universitat de Glasgow, d'on obtingué una beca que li permeté viatjar a l'Europa continental. A començaments de la dècada del 1950 va viure a París on col·laborà amb la revista Merlin, publicació que incloïa col·laboradors de renom com Henry Miller, Samuel Beckett, Christopher Logue i Pablo Neruda, entre d'altres. Tot i que no publicava a Merlin, l'escriptor nord-americà Terry Southern, que visqué també a la ciutat de 1948 a 1952, esdevingué un amic proper de Trocchi i el seu col·lega Richard Seaver; tots tres publicarien l'antologia Writers in Revolt (1962). Tot i que la revista havia estat creada amb certa voluntat de rivalitat amb The Paris Review, George Plimpton també fou editor de Merlin. Trocchi digué en una ocasió que la publicació va haver de tancar després que el Departament d'Estat dels Estats Units cancel·lés totes les subscripcions d'aquell país a causa d'un article de Jean-Paul Sartre lloant l'homoerotisme dels escrits de Jean Genet.
Maurice Girodias fou l'editor de la major part de les novel·les de Trocchi a Olympia Press, tot i que la majoria foren escrites sota pseudònims, com Frances Lengel o Carmencita de las Lunas.
Girodias també fou responsable de la publicació de l'obra de Trocchi My Life and Loves: Fifth Volume, que prenenia ser el volum final de l'autobiografia de l'escriptor irlandès Frank Harris. Tot i que realment estava basada en material autobiogràfic de l'escriptor, havia estat molt modificada i reescrita per Trocchi. El mateix Girodias va contractar Trocchi per escriure literatura eròtica, sovint sota el pseudònim de Frances Legel, i produí una gran quantitat de llibres pornogràfics que inclouen l'ara famós Helen and Desire (1954) i una versió de to més pujat de la seva novel·la Young Adam (1954). El cercle de Trocchi també va publicar l'obra War and Memory de Samuel Beckett i la primera versió en llengua anglesa del Diari del lladre de Jean Genet.

## Addicció a les drogues
Va ser a París on Trocchi es va fer addicte a l'heroïna, addicció que l'acompanyaria tota la vida. Després de viure a la capital francesa va marxar als Estats Units, on va passar una temporada a Taos, Nou Mèxic, abans d'instal·lar-se a Nova York, on va treballar en una barcassa del riu Hudson. Aquesta època apareix relatada en la novel·la Cain's Book, que esdevingué un gran èxit a l'època, essent com era una descripció sincera de l'addicció a l'heroïna, motiu pel qual va ser censurat a la Gran Bretanya, país on fins i tot va ser objecte d'un judici per obscenitat. Als Estats Units, en canvi, va rebre crítiques positives.
En un moment baix de la seva drogaddicció, va arribar a faltar a la festa de presentació d'aquest llibre. La seva esposa Lyn es prostituïa als carrers del Lower East Side. Enmig d'un debat televisiu sobre drogues es va punxar en directe, tot i que es trobava sota fiança en aquell moment. Havia estat acusat de vendre heroïna a un menor, un delicte aleshores castigat amb la pena de mort. Semblava segur que passaria una temporada a la presó, però amb l'ajut dels seus amics (entre els quals es trobava Norman Mailer), Trocchi va poder passar al Canadà, on rebé refugi a Montréal a casa del poeta Irving Layton i on conegué a Leonard Cohen. La seva dona Lyn va ser arrestada i el seu fill Marc detingut, però més endavant es pogueren reunir a Londres.

## Etapa tardana i mort
A finals dels anys 50 va viure a la ciutat de Venice, a Califòrnia, epicentre del moviment beat. L'octubre de 1955 començà a tenir contacte amb la Internacional Lletrista, i més tard amb la Internacional Situacionista. El seu text La insurrecció invisible d'un milió de ments fou publicat per la publicació escocesa New Saltire el 1962, i després com Technique du Coup du Monde a International Situationniste (número 8). Hi proposava una "universitat espontània" internacional com a potència cultural i va marcar la seva evolució cap al sigma project, que va tenir un paper important en la formació de l'underground britànic. Va dimitir de la Internacional Situacionista el 1964.
Trocchi va comparèixer al Festival d'Escriptors d'Edimburg, on va declarar que la "sodomia" era un dels pilars de la seva narrativa. En el transcurs del festival, Hugh MacDiarmid el va denunciar com "escòria cosmopolita". Ara bé, mentre que aquest incident és famós, no es sol mencionar que tots dos van mantenir correspodència privada i fins i tot esdevingueren amics. Trocchi més tard es va traslladar a Londres, on visqué la resta de la seva vida.
Va iniciar un nou projecte de novel·la, The Long Book, que no va arribar a finalitzar. Bona part de la seva obra esporàdica dels anys 60 va ser publicat conjuntament com The Sigma Portfolio. Trocchi va continuar escrivint però va publicar poc. Prop de la seva llar de Kensington va obrir una petita llibreria. A Notting Hill era conegut com a "Scots Alec" ("Alec l'escocès"). La seva mort tingué lloc a causa d'una pneumònia a la mateixa ciutat el 15 d'abril de 1984.
Als anys 60, Trocchi va viure en un apartament que ocupava els dos darrers pisos d'un edifici decimonònic de sis plantes, als Observatory Gardens de Kensington de la capital britànica. El seu fill més gran, Marc, havia mort de càncer als 17 anys el 1976, poc després que la seva dona Lyn hagués mort de complicacions derivades de l'hepatitis. L'última tragèdia en tenir lloc en la família Trocchi va ser el suïcidi del fill petit, Nicholas, que va saltar del cinquè pis de la casa dels seus pares. Als anys 80, quan la zona va ser gentrificada per transformar-la en apartaments de luxe, el número de la casa d'Alexander Trocchi va ser eliminat, amb la probable intenció d'evitar que la casa esdevingués un santuari pels seus fans.

### Novel·les
- Helen and Desire (1954)
- Carnal Days of Helen Seferis (1954)
- White Thighs (1955)
- School for Wives (1955)
- Thongs (1955)
- Young Adam (1957)
- My Life and Loves: Fifth Volume (1954)
- Sappho of Lesbos (1960)
- School for Sin (1960)
- Cain's Book (1960)

### Poesia
- Man at Leisure (1972)

### Textos recopilats
- Scott, Andrew Murray, editor. Invisible Insurrection of a Million Minds: A Trocchi Reader, (1991)
- Seaver, Richard, Terry Southern and Alexander Trocchi (eds). Writers in Revolt: An Anthology (1962)

### Biografies
- Scott, Andrew Murray. Alexander Trocchi: The Making of the Monster (1992)
- Bowd, Gavin. The Outsiders: Alexander Trocchi and Kenneth White (1998)
- Campbell, Allan, and Tim Niel (eds.). A Life in Pieces: Reflections on Alexander Trocchi (1997)
- Slater, Howard. "Alexander Trocchi and Project Sigma" (1989)

### SobreMerlini París
- Campbell, James. Exiled in Paris: Richard Wright, Lolita, Boris Vian and others on the Left Bank (1994)
- Scott, Andrew Murray. Trocchi and MacDiarmid, Where Extremists Meet, Chapman magazine, no. 83, 2003.
- Hill, Lee. A Grand Guy: The Life and Art of Terry Southern, (Bloomsbury, 2001)